# Červené blato
Červené blato este o arie protejată (arie specială de conservare — SAC, sit de importanță comunitară — SCI) din Republica Cehă întinsă pe o suprafață de 395,37 ha, integral pe uscat.

## Localizare
Centrul sitului Červené blato este situat la coordonatele 48°52′11″N 14°48′27″E / 48.869722°N 14.8075°E.

## Înființare
Situl Červené blato a fost declarat sit de importanță comunitară în aprilie 2005 pentru a proteja un număr necunoscut de specii din flora spontană și fauna sălbatică aflate în arealul zonei. Situl a fost protejat și ca arie specială de conservare în iulie 2012.

## Biodiversitate
Situată în ecoregiunea continentală, aria protejată conține 2 habitate naturale: Mlaștini oligotrofe degradate, capabile încă de regenerare naturală, Mlaștini împădurite.
La baza desemnării sitului se află un număr nedeclarat de specii protejate.